# Khandi Alexanderová
Khandi Alexanderová, nepřechýleně Alexander (4. září 1957, Jacksonville, Florida, USA) je americká tanečnice, choreografka a herečka.

## Životopis
Narodila se v Jacksonville, je dcerou Alveriny Yavonny (rozené Masters), operní a jazzové zpěvačky a Henryho Rolanda Alexandera, který vlastnil stavební společnost. Vzdělávala se na Queensborough Community College. Účinkovala na Broadwayi například v Chicagu a Dreamgirls. V letech 1988-1992 dělala choreografku pro Whitney Houston, jako tanečnice se objevila ve videoklipu Natalie Cole k písničce "Pink Cadillac" v roce 1988.

## Kariéra
V devadesátých letech začala hrát - NewsRadio, Pohotovost, The Corner. Hostovala v seriálech Zákon a pořádek: Útvar pro zvláštní oběti, Policie New York. V letech 2002-2009 účinkovala v seriálu Kriminálka Miami. Objevila se také v několika filmech jako třeba CB4, Temný stín nad L.A. nebo Něco na té Mary je. V roce 2013 se připojila k obsazení seriálu Skandál, jako matka hlavní postavy Olivie Pope. Za roli byla v roce 2015 nominována na Cenu Emmy v kategorii Nejlepší hostující herečka v dramatickém seriálu. V roce 2014 byla obsazena do role ve filmu stanice HBO Bessie o bluesové zpěvačce Bessie Smith. Za roli získala nominaci na Critics' Choice Television Award v kategorii Nejlepší herečka ve vedlejší roli - televizní film/mini-seriál.

## Filmografie
| Rok       | Název                                     | Role                        | Poznámky                     |
| --------- | ----------------------------------------- | --------------------------- | ---------------------------- |
| 1985      | Streetwalkin'                             |                             |                              |
| 1985      | FTV                                       |                             |                              |
| 1985      | Chorus Line                               | tanečnice                   |                              |
| 1987      | Maid to Order                             | prostitutka ve vězení       |                              |
| 1987      | Rags to Riches                            |                             | díl: „Pilot“                 |
| 1989      | A Different World                         | Theressa Stone              | díl: „Citizen Wayne“         |
| 1993      | CB4                                       | Sissy                       |                              |
| 1993      | Čas pomsty                                | Maralena Turner             |                              |
| 1993      | Menace II Society                         | Karen Lawson                |                              |
| 1993      | Tina Turner                               | Darlene                     |                              |
| 1993      | Poetic Justice                            | Simone                      |                              |
| 1993      | Shameful Secrets                          | Rosalie                     |                              |
| 1993      | Sugar Hill                                | Ella Skuggs                 |                              |
| 1994      | House Party 3                             | Janelle                     |                              |
| 1994      | To My Daughter with Love                  | Harriet                     |                              |
| 1994      | Hamouni                                   | Laura                       |                              |
| 1995-1998 | NewsRadio                                 | Catherine Duke              | 58 dílů                      |
| 1995-2001 | Pohotovost                                | Jackie Robbins              | 30 dílů                      |
| 1996      | Terminal                                  | Dr. Deborah Levy            |                              |
| 1996      | No Easy Way                               | Diane Campbell              |                              |
| 1998      | Zlodějíčci                                | Janet Hussein               |                              |
| 1998      | Brutální Nikita                           | Terry                       | díl: „Duševní oběť“          |
| 1998      | Něco na té Mary je                        | Joanie                      |                              |
| 1999      | X-Chromosome                              | Yolanda (hlas)              |                              |
| 1999      | Cosby                                     | Karen                       | díl: „The Awful Truth“       |
| 1999      | Policie New York                          | Sonya                       | díl: „What's Up, Chuck?“     |
| 1999      | Spawn                                     | Lakesha                     | díl: „Seed of the Hellspawn“ |
| 1999      | Partners                                  | Charlie                     |                              |
| 2000      | The Corner                                | Denise Francine 'Fran' Boyd | 6 dílů                       |
| 2000      | Třetí hlídka                              | Beverly Saunders            | díl: „History“               |
| 2000      | Příšerná kocovina                         | Juanita Wilson              | díl: „Star 80 Proof“         |
| 2001      | Zákon a pořádek: Útvar pro zvláštní oběti | Karen Smythe                | díl: „Paranoia“              |
| 2002      | Fool Proof                                | Icarus                      |                              |
| 2002      | Emmettův cíl                              | detektiv Middlestatová      |                              |
| 2002      | Temný stín nad L.A.                       | Janelle Holland             |                              |
| 2002      | Kriminálka Las Vegas                      | Dr. Alexx Woodsová          | díl: „Konflikt pravomocí“    |
| 2002-2009 | Kriminálka Miami                          | Dr. Alexx Woodsová          | 145 dílů                     |
| 2004      | Cizinec                                   | Christie Kaplan             |                              |
| 2006      | Rain                                      | Latitia Arnold              |                              |
| 2007      | Paranoia                                  | Dierdre                     |                              |
| 2009      | Ted a spol.                               | Stella                      | díl: „Battle of the Bulbs“   |
| 2010-2012 | Treme                                     | Ladonna Batiste-Williams    | 31 dílů                      |
| 2012      | Tělo jako důkaz                           | Beverly Travers             | 2 díly                       |
| 2013      | The-N-word                                | Paní Greenová               | Krátkometrážní film          |
| 2013–2017 | Skandál                                   | Marie Wallace / Maya Pope   | vedlejší role, 19 dílů       |
| 2014      | The Assault                               | Detektiv Jodi Miller        |                              |
| 2015      | Bessie                                    | Viola Smith                 | Televizní film               |
| 2016      | A Woman, a Part                           | Leslie                      |                              |
| 2016      | Pushing Dead                              | Dot                         |                              |
| 2016      | Den patriotů                              | Veronica                    |                              |